# Oda Nobuhide
Oda Nobuhide (織田 信秀?; 1510 – 8 aprile 1551) fu un daimyō giapponese del periodo Sengoku, capo del clan Oda della provincia di Owari e padre di Oda Nobunaga.

## Biografia
Figlio di Oda Nobusada, fu capo del clan Oda e fu coinvolto in numerose battaglie a nord con Saitō Dōsan, daimyō della provincia di Mino e a est con Imagawa Yoshimoto daimyō delle province di Mikawa, Suruga e Tōtōmi. Tuttavia non riuscì mai a riunire interamente la provincia di Owari. Nonostante riuscisse ad affrontare entrambi gli avversari, le costanti lotte interne al clan gli impedirono di raggiungere una vittoria completa.
Nel 1547 fu sconfitto nella battaglia di Kanōguchi da Saitō Dōsan. Tuttavia nel 1549 Nobuhide fece pace con Dōsan organizzando un matrimonio politico tra suo figlio maggiore ed erede, Oda Nobunaga, e una figlia di Saitō, Nōhime. Supportato così da Dōsan Nobuhide concentrò i suoi sforzi contro il clan Imagawa. Nel 1542 sconfisse Imagawa Yoshimoto nella prima battaglia di Azukizaka. 
In uno dei suoi momenti di gloria riuscì a catturare il giovane Matsudaira Motoyasu in viaggio verso gli Imagawa come ostaggio dopo che il clan Matsudaira (vassallo degli Imagawa), sentitosi minacciato dagli Oda, chiese aiuto a Yoshimoto. Nella successiva seconda battaglia di Azukizaka Nobuhide venne sconfitto dai clan Imagawa e Matsudaira. 
Si ammalò e morì nel castello di Suemori nel 1551.

## Successione
Quando Nobuhide morì nel 1551 designò il giovane Nobunaga come erede e capo del clan Oda e del suo piccolo dominio. Nobunaga, che non conosceva nemmeno il padre e aveva già una cattiva reputazione di delinquente, arrivò in modo improprio al funerale di Nobuhide e gettò incenso all'altare del tempio mentre malediceva il suo destino. Quasi tutti i servitori di Nobuhide si schierarono col fratello minore di Nobunaga, Oda Nobuyuki, per la successione. Nobunaga fu lasciato con Hirate Masahide e suo suocero Saitō Dōsan che non aveva mai incontrato prima. Da quel punto in avanti, ci vollero sette anni a Nobunaga per consolidare il proprio potere all'interno del clan e finalmente unire la provincia Owari.

## Famiglia
- Padre: Oda Nobusada
- Fratelli:
  - Oda Nobuyasu
  - Oda Nobumitsu (1516–1556)
  - Oda Nobutsugu
  - Oda Nobuzane
- Moglie: Tsuchida Gozen (morta nel 1594), madre dei suoi quattro figli Nobunaga, Nobuyuki, Nobukane e Hidetaka.
- Figli:
  - Oda Nobuhiro (morto nel 1574) (figlio maggiore illegittimo)
  - Oda Nobunaga (1534–1582)
  - Oda Nobuyuki (1536–1557)
  - Oda Nobukane (1548–1614)
  - Oda Nagamasu (1548–1622)
  - Oda Nobuharu (1549–1570)
  - Oda Nobutoki (morto nel 1556)
  - Oda Nobuoki
  - Oda Hidetaka (morto nel 1555, ucciso accidentalmente dallo zio Nobutsugu)
  - Oda Hidenari
  - Oda Nobuteru
  - Oda Nagatoshi
- Figlie:
  - Oichi (1547–1583)
  - Oinu, sposò Saji Nobutaka e madre di Saji Kazunari